# Illingen (Saara)
Illingen – miejscowość i gmina w zachodnich Niemczech, w środkowej części kraju związkowego Saara, w powiecie Neunkirchen, znany i ceniony ośrodek wypoczynkowy.

## Geografia
Gmina leży nad rzeką Ill.
Gmina ma powierzchnię 36 km², zamieszkuje ją 17 334 osób (2010).
Illingen położone jest ok. 16 km na północ od Saarbrücken, ok. 170 km na południe od Kolonii i ok. 70 km na południowy wschód od Luksemburga.

## Dzielnice
W skład gminy wchodzi sześć dzielnic:
- Illingen
- Hirzweiler
- Hüttigweiler
- Uchtelfangen
- Welschbach
- Wustweiler

## Historia
Illingen ma ponad 1200-letnią historię. Pierwsze wzmianki datuje się na 893. Miejscowość była przez 450 lat siedzibą państwa Kerpen, wybudowano tu zamek, który był rezydencją władz. Państwo zlikwidowano wraz z wybuchem rewolucji francuskiej, gdzie zaczęto ścigać szlachtę. Rodzina Kerpen musiała uciec z okolicznych ziem. Zamek upadł i wykorzystywany był jako kamieniołom. Odrestaurowane pozostałości murów znajdują się obecnie w centrum Illingen.

## Polityka

### Wójtowie
- 1974–1976 : Alfons Senz (CDU)
- 1976–1996: Werner Woll (CDU)
- od 1996: Armin König (CDU)

### Rada gminy
Rada gminy składa się z 33 członków:
|      | CDU | SPD | Razem |
| 2004 | 18  | 15  | 33    |

## Współpraca
Illingen posiada dwie miejscowości partnerskie:
- Bük, Węgry
- Toviklin, Benin
- Tuchów, Polska

Deklaracja przeciwko LGBT.
– Jeśli Tuchów nie wycofa się z tej deklaracji, zarekomenduję radnym zerwanie współpracy – zapowiada burmistrz Illingen, Armin König.
Współpraca trwa od 1996 roku.
Większość dzielnic nawiązała samodzielnie kontakty z następującymi miejscowościami:
- Illingen:  Civray, Francja
- Hüttigweiler:  Verzy, Francja
- Hirzweiler:  Walschbronn, Francja
- Welschbach:  Schwerborn – dzielnica Erfurtu, Turyngia

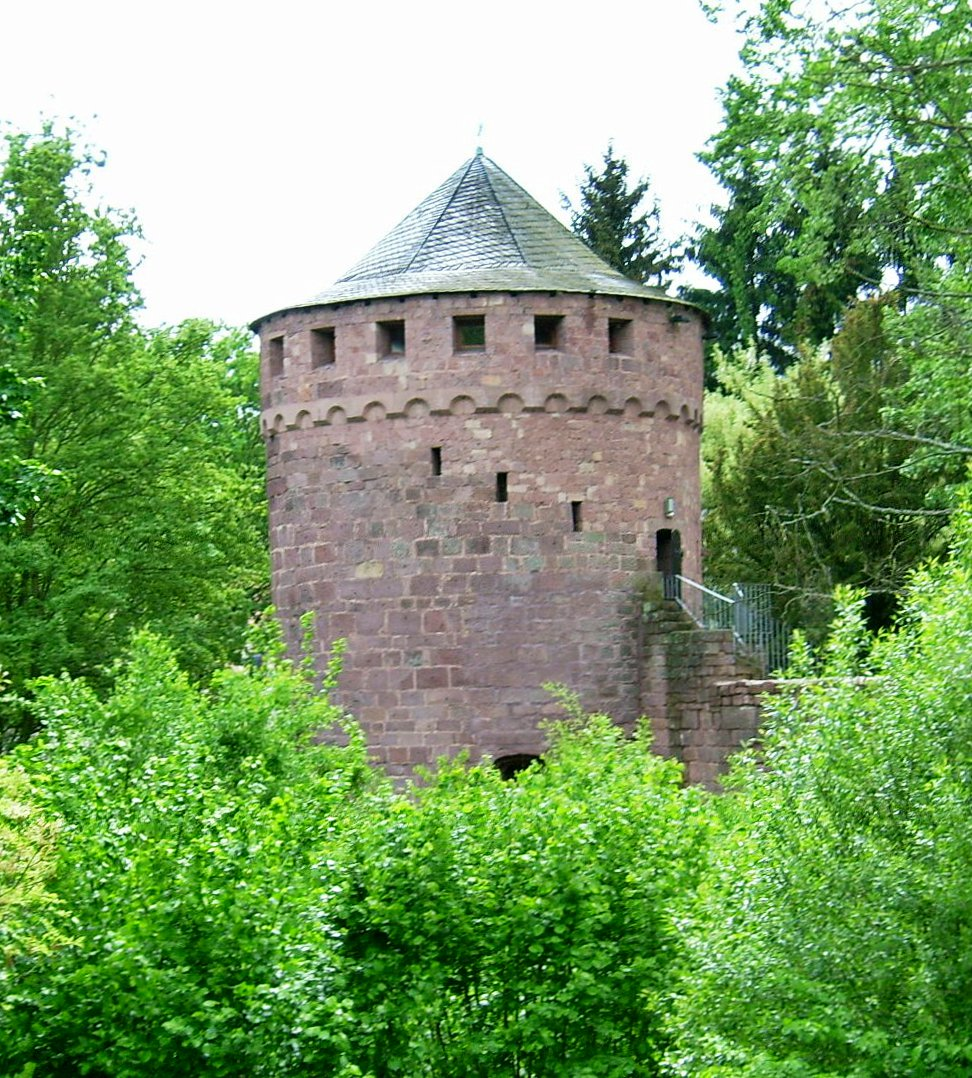
Wieża zamku Kerpen

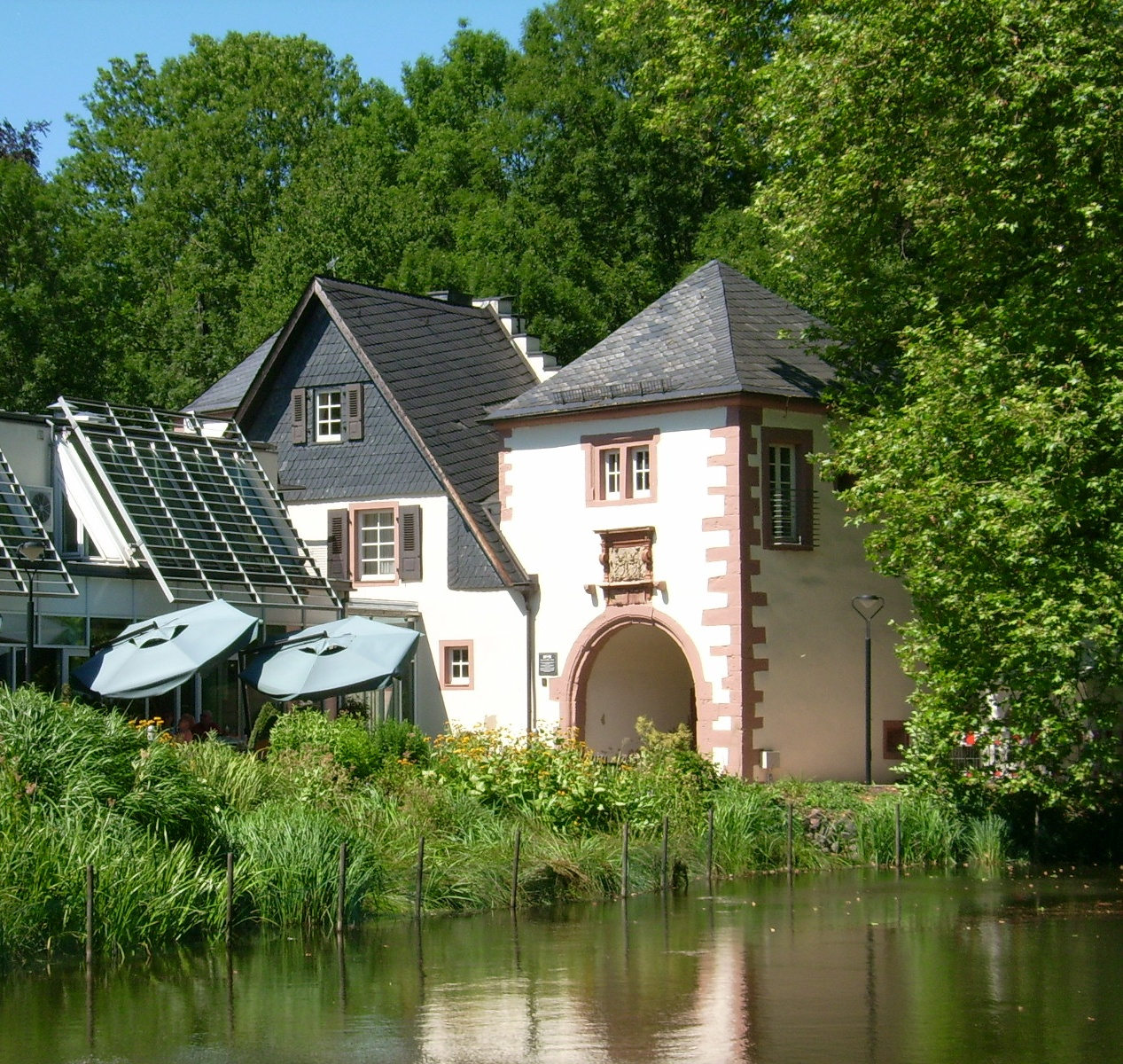
Pozostałości zamku Kerpen

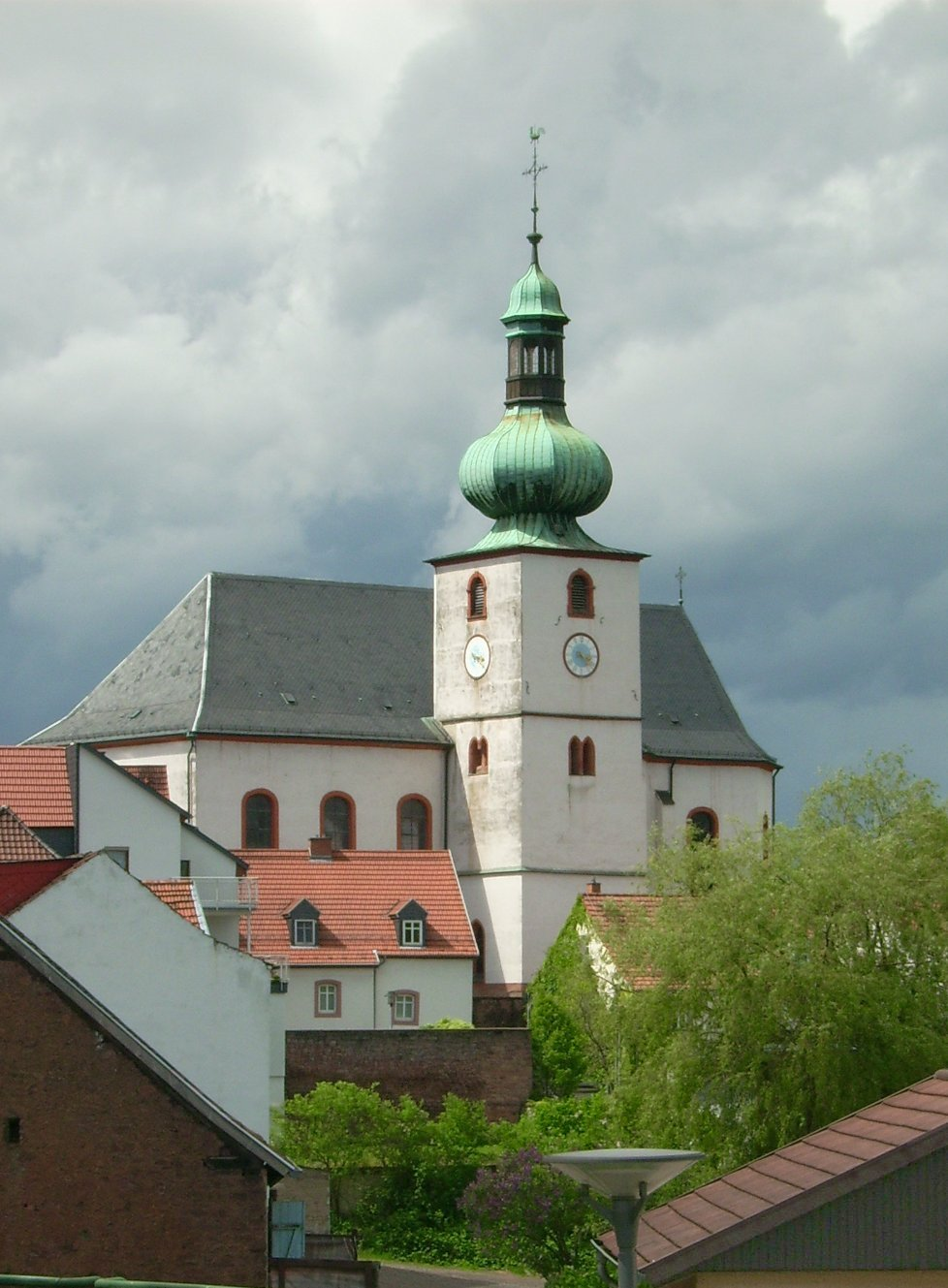
Kościół pw. św. Stefana (St. Stephan)

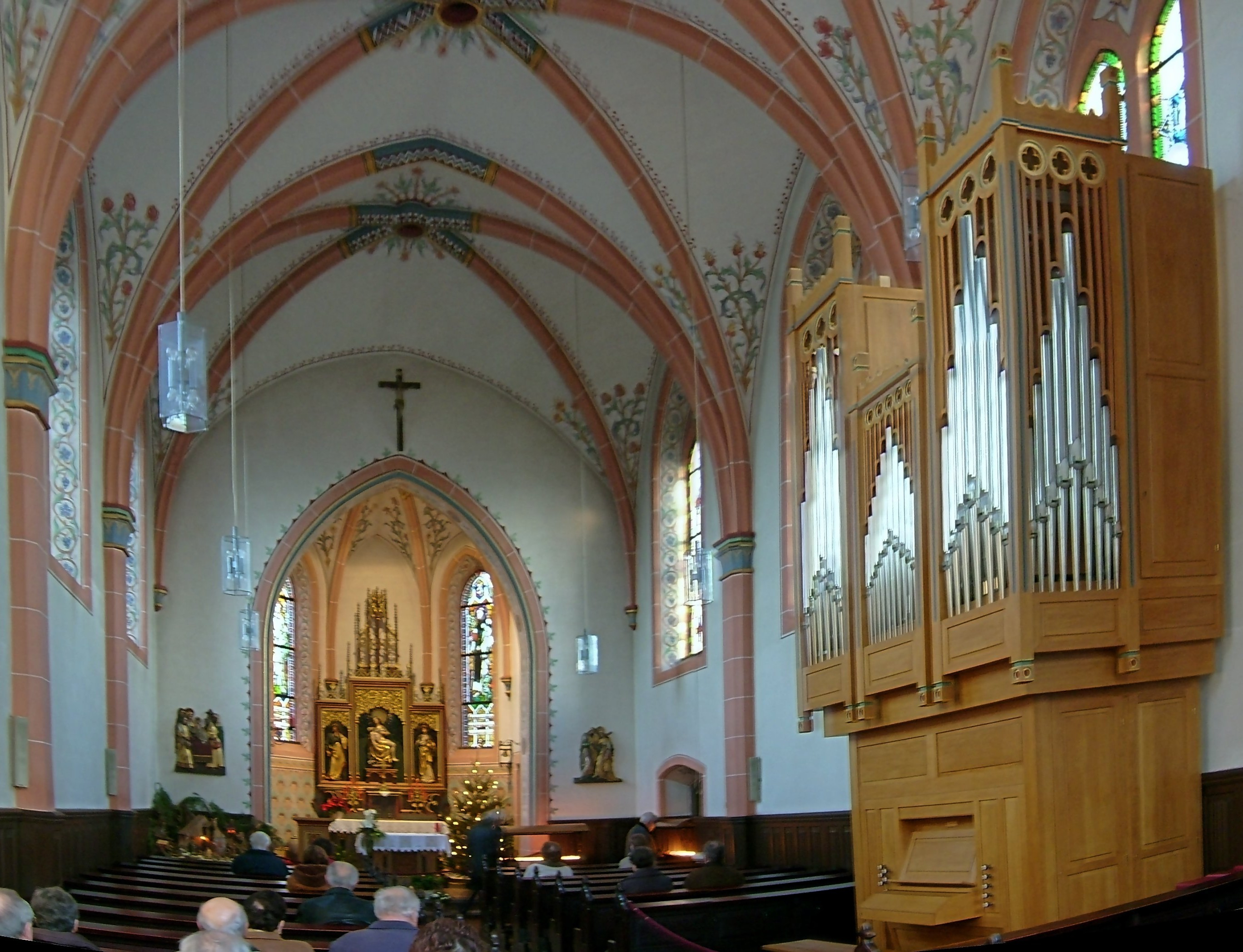
Wnętrze kaplicy Bergkapelle

- Wustweiler:  Woustviller, Francja

## Zabytki i atrakcje
Hirzweiler
- kościół ewangelicki wybudowany w latach 1931–1932
- gospodarstwo przy Hirzbachstraße 24, z 1836
- gospodarstwo przy Hirzbachstraße 38, z 1819
- gospodarstwo przy Hirzbachstraße 51, z 1839

Hüttigweiler
- katolicki kościół parafialny pw. św. Marii Magdaleny (St. Maria Magdalena), z 1910-1911, wybudowany według projektu Wilhelma Hectora

Illingen
- zamek Kerpen
- ratusz, wybudowany w 1876-1877 według projektów Ludwiga Israela, przebudowany w 1911–1912
- stacje drogi krzyżowej, Gymnasialstraße, z 1875
- nagrobki na cmentarzu przy Gymnasialstraße, z 1790 autorstwa Matthiasa Weysera
- kaplica Bergkapelle z 1911
- katolicki kościół parafialny pw. św. Stefana (St. Stephan), wybudowany w latach 1789–1791 według projektów Petera Reheisa, wieża pochodzi z XIII w., wyposażenie z XVIII–XIX w.
- plebania z 1731, według projektów Gregora Mäsa
- fontanna przed plebanią
- kirkut, założony w 1747, rozbudowany w 1905 i 1923
- budynki mieszkalne przy Gerberstraße 3, 4 i 6, z XVIII i XIX w.
- budynki mieszkalne przy Kirchenstraße 4, 6, 10 i 12, z XIX w.
- willa Emmy przy Poststraße 14, z 1902
- budynki mieszkalne przy Poststraße 16 i 18, z 1900
- budynek mieszkalny przy An der Schmelz 2, z 1760
- budynek mieszkalny przy Goethestraße 4, z końca XIX w.
- budynki mieszkalne przy Hauptstraße 19, 32, 51, z 1879 i 1870
- budynek mieszkalny przy Lateingasse 5, z II połowy XVIII w.

Uchtelfangen
- kościół ewangelicki wybudowany w 1771, rozbudowa z 1926
- katolicki kościół parafialny pw. św. Józefa (St. Josef) z 1890–1895, według projektów Reinholda Wirtza
- gospodarstwo przy Hirtenbergstraße 17, z 1789
- gospodarstwo przy Johannesstraße 29, z 1810

Welschbach
- kościół katolicki pw. św. Wawrzyńca (St. Maria Magdalena) z 1927–1928, wybudowany według planów Ertza i Juliusa Wirtzów

Wustweiler
- katolicki kościół parafialny pw. Najświętszego Serca Jezusowego (Herz-Jesu) z 1932–1933, projekt Julius Wirtz
- parafia przy Pastor-Schulz-Straße 8, z 1932–1933
- dom szkolny Wustweiler-Hosterhof z 1927, według projektu Otto Eberbacha
- szkoła przy Bahnhofstraße 44, z 1867–1868
- dom robotników przy Bahnhofstraße 29, z 1806, przebudowany pod koniec XIX w.
- gospodarstwo przy Zum Storckelborn 2, z XVIII w.
- budynek mieszkalny przy Zum Storckelborn 4, z 1853

### Muzea
Gmina jest jednym z większych centrów kulturalnych w Saarze. W Statio Dominus Mundi (dzielnica Wustweiler) znajduje się wyjątkowy zbiór średniowiecznych malowideł z motywami religijnymi (m.in. prace Lucasa Cranacha Starszego). Ten modernistyczny sakralno-kulturalny budynek powstał w 2002, zaprojektował go Alexander von Branca.

### Kultura
Centrum kultury Illipse w krótkim czasie stało się bardzo szeroko znane. Wiele tysięcy odwiedzających doświadczają tutaj kontaktów z wieloma światowymi artystami wykonującymi muzykę klasyczną, jazz, blues i rock. Działa tutaj również teatr, kabaret i formacja ludowa.

## Infrastruktura

### Komunikacja
Przez gminę przebiega autostrada A1 (zjazd 142 Illingen), w pobliżu znajduje się węzeł autostradowy Saarbrücken (A1-A8).
Na terenie gminy znajduje się jedna stacja kolejowa i jeden przystanek:

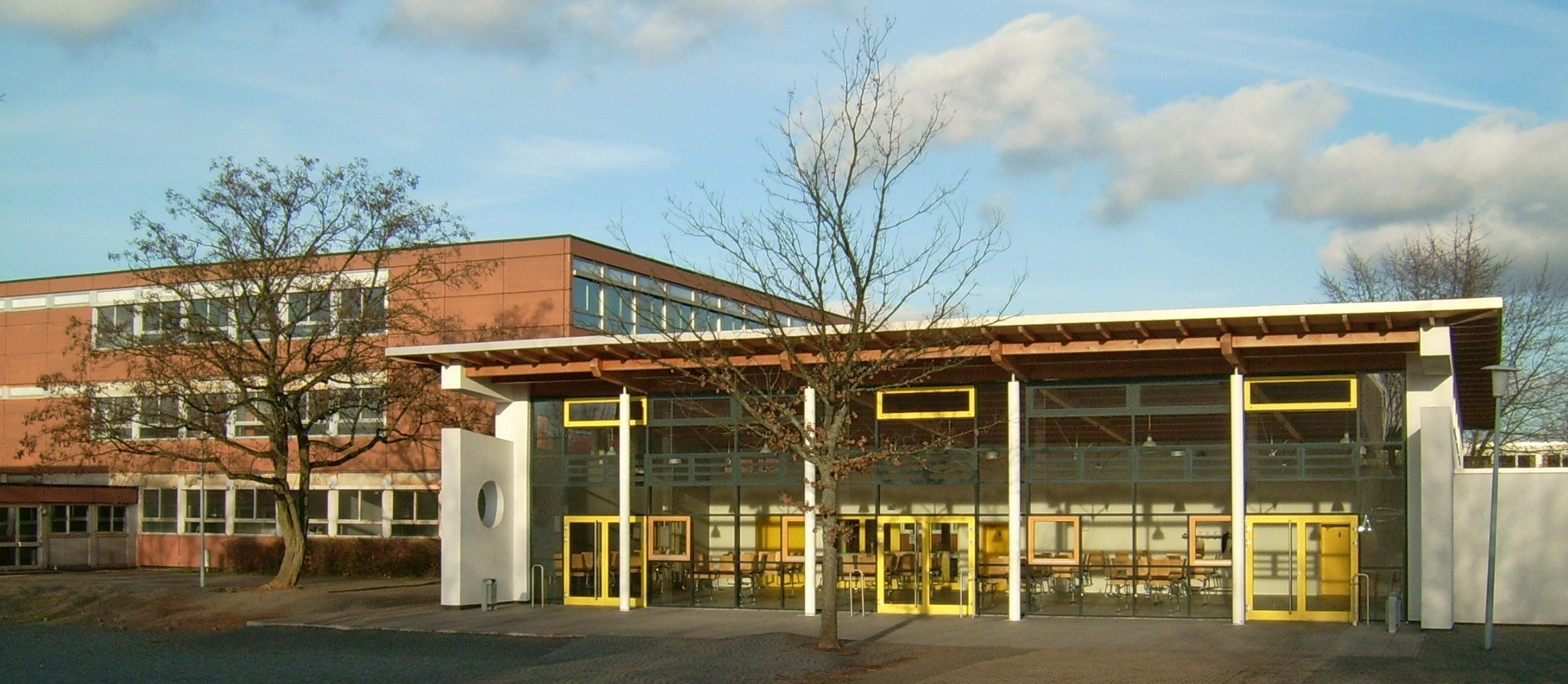
Szkoła Illtalgymnasium

- Illingen
- Wustweiler

### Oświata
- Illtalgymnasium, szkoła UNESCO
- Realschule Illingen
- szkoła podstawowa Illingen
- szkoła podstawowa Uchtelfangen
- szkoła podstawowa Hüttigweiler
- katolickie przedszkole Uchtelfangen
- ewangelickie przedszkole Uchtelfangen
- przedszkole Hüttigweiler
- przedszkole Hirzweiler-Welschbach

## Osoby urodzone w Illingen
- Peter Müller (ur. 25 września 1955), polityk (CDU), premier Saary od 1999, mieszka w Eppelborn